# Lista de primeiros-ministros de Uganda
Esta é a lista de primeiros-ministros de Uganda (oficialmente: Primeiro-ministro da República de Uganda) que é quem preside o gabinete de Uganda, uma vez que o Presidente detém a função de chefe de governo. A atual primeira-ministra é Robinah Nabbanja, que tomou posse em 21 de junho de 2021.
A lista abaixo apresenta todos aqueles que ocuparam efetivamente o cargo de primeiro-ministro desde a criação do cargo, em 1961.

## Lista de primeiros-ministros de Uganda
| Ordem                                                                                  | Nome                 | Início do Mandato      | Fim do Mandato         | Duração                    |
| -------------------------------------------------------------------------------------- | -------------------- | ---------------------- | ---------------------- | -------------------------- |
| Protetorado de Uganda                                                                  |                      |                        |                        |                            |
| –                                                                                      | Benedicto Kiwanuka   | 2 de julho de 1961     | 30 de abril de 1962    | 9 meses e 28 dias          |
| 1                                                                                      | Milton Obote         | 30 de abril de 1962    | 9 de outubro de 1962   | 5 meses e 9 dias           |
| República de Uganda                                                                    |                      |                        |                        |                            |
| 1                                                                                      | Milton Obote         | 9 de outubro de 1962   | 15 de abril de 1966    | 3 anos, 6 meses e 6 dias   |
| Cargo abolido (15 de abril de 1966 – 18 de dezembro de 1980) 14 anos, 8 meses e 3 dias |                      |                        |                        |                            |
| 2                                                                                      | Otema Allimadi       | 18 de dezembro de 1980 | 27 de julho de 1985    | 4 anos, 7 meses e 9 dias   |
| 3                                                                                      | Paulo Muwanga        | 1 de agosto de 1985    | 25 de agosto de 1985   | 24 dias                    |
| 4                                                                                      | Abraham Waligo       | 25 de agosto de 1985   | 26 de janeiro de 1986  | 5 meses e 1 dia            |
| 5                                                                                      | Samson Kisekka       | 30 de janeiro de 1986  | 22 de janeiro de 1991  | 4 anos, 11 meses e 23 dias |
| 6                                                                                      | George Cosmas Adyebo | 22 de janeiro de 1991  | 18 de novembro de 1994 | 3 anos, 9 meses e 27 dias  |
| 7                                                                                      | Kintu Musoke         | 18 de novembro de 1994 | 5 de abril de 1999     | 4 anos, 4 meses e 18 dias  |
| 8                                                                                      | Apolo Nsibambi       | 5 de abril de 1999     | 24 de maio de 2011     | 12 anos, 1 mês e 19 dias   |
| 9                                                                                      | Amama Mbabazi        | 24 de maio de 2011     | 18 de setembro de 2014 | 3 anos, 3 meses e 25 dias  |
| 10                                                                                     | Ruhakana Rugunda     | 18 de setembro de 2014 | 21 de junho de 2021    | 6 anos, 9 meses e 3 dias   |
| 11                                                                                     | Robinah Nabbanja     | 21 de junho de 2021    | Incumbente             | 3 anos, 8 meses e 24 dias  |